# 伊爾費爾德 (新墨西哥州)
伊爾費爾德（英語：Ilfeld）是位於美國新墨西哥州聖米格爾縣的非建制地區。

## 歷史
伊爾費爾德的郵局自1929年營運至今。

## 地理
伊爾費爾德所處的海拔為高於海平面1991米（即6532英呎），而該地所採用的時區為UTC-7，即北美山地时区（MST）。同時該地設有夏令時間，為UTC-7調快一小時，即UTC-6（MDT）。